# Gabby Barrett

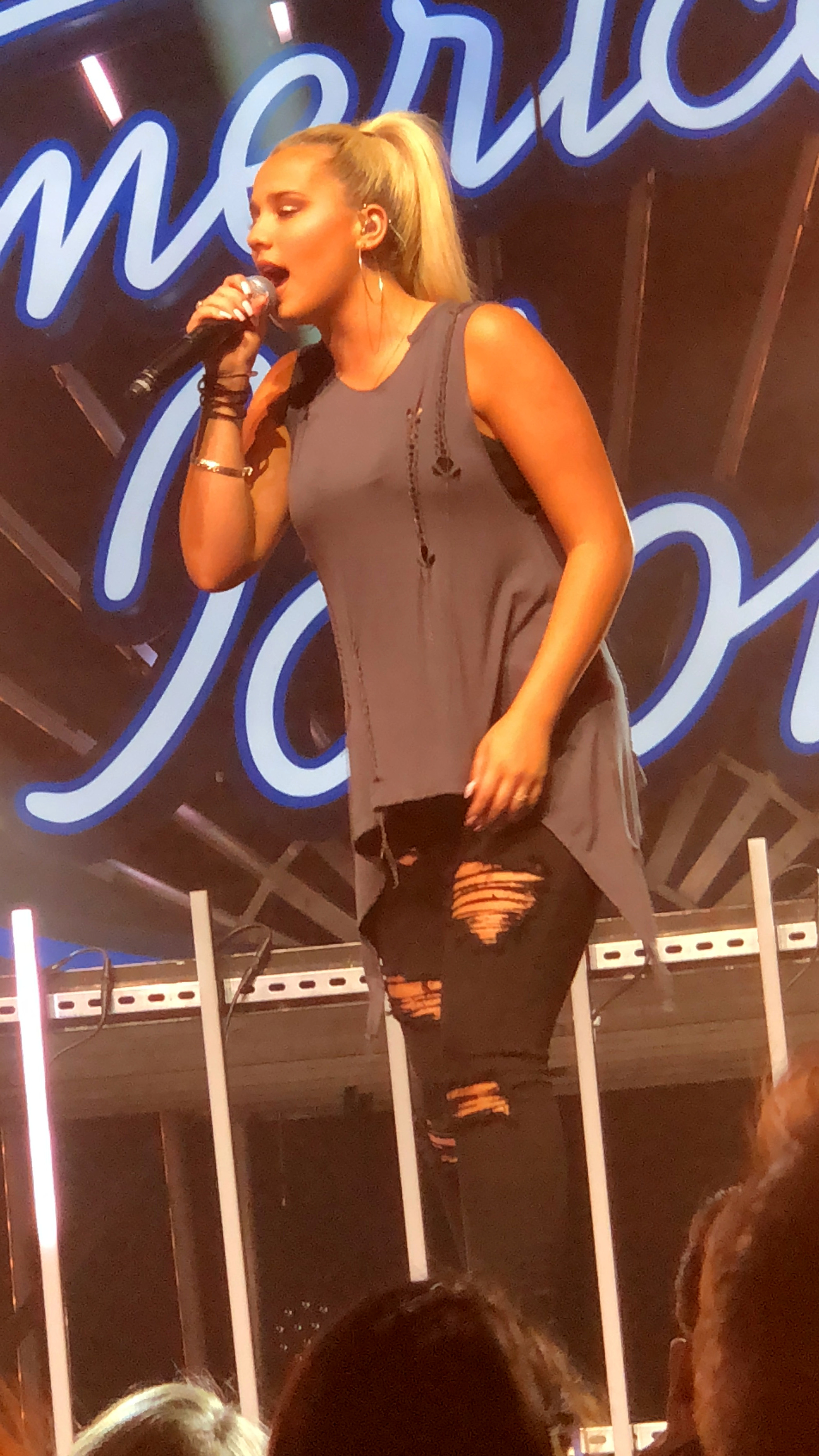
Gabby Barrett bei einem Auftritt bei American Idol

Gabby Barrett (* 5. März 2000 in Munhall, Pennsylvania) ist eine US-amerikanische Countrysängerin. Bei der 16. Staffel von American Idol belegte sie im Finale Platz drei. Ihr erstes Studioalbum Goldmine erreichte 2020 Platz 27 der Billboard 200.

## Karriere
Barrett nahm im Jahr 2018 an der 16. Staffel von American Idol teil. Sie erreichte im Finale Platz drei.
Im Juli 2019 erschien ihre erste Single I Hope. Nachdem das Lied auf Streaming-Plattformen Popularität erreicht hatte, kontaktierte Charlie Puth Barrett, um zusammen mit ihr einen Remix des Liedes zu veröffentlichen. 2020 erschien der gemeinsame Remix. Die Version mit Puth erreichte Platz drei der Billboard Hot 100 und Platz 89 der britischen Singlecharts. Für die Verkäufe des Originals und die des Remixes wurde das Lied mit 3-fach-Platin in den USA und in Kanada ausgezeichnet.
Im Juni 2020 veröffentlichte Barrett ihr Debüt-Studioalbum, das Platz 27 der Billboard 200 erreichen konnte.

## Diskografie

### Alben
| Jahr | Titel           | Höchstplatzierung, Gesamtwochen, AuszeichnungChartplatzierungen (Jahr, Titel, Platzierungen, Wochen, Auszeichnungen, Anmerkungen) | Höchstplatzierung, Gesamtwochen, AuszeichnungChartplatzierungen (Jahr, Titel, Platzierungen, Wochen, Auszeichnungen, Anmerkungen) | Anmerkungen                           |
| Jahr | Titel           | US | Country | Anmerkungen                           |
| ---- | --------------- | --- | --- | ------------------------------------- |
| 2020 | Goldmine        | US27 Platin · (96 Wo.)US | Country4 (144 Wo.)Country | Erstveröffentlichung: 19. Juni 2020   |
| 2024 | Chapter & Verse | — | Country39 (1 Wo.)Country | Erstveröffentlichung: 2. Februar 2024 |

### Singles
| Jahr | Titel Album            | Höchstplatzierung, Gesamtwochen, AuszeichnungChartplatzierungen (Jahr, Titel, Album, Platzierungen, Wochen, Auszeichnungen, Anmerkungen) | Höchstplatzierung, Gesamtwochen, AuszeichnungChartplatzierungen (Jahr, Titel, Album, Platzierungen, Wochen, Auszeichnungen, Anmerkungen) | Höchstplatzierung, Gesamtwochen, AuszeichnungChartplatzierungen (Jahr, Titel, Album, Platzierungen, Wochen, Auszeichnungen, Anmerkungen) | Anmerkungen                                                              |
| Jahr | Titel Album            | UK | US | Country | Anmerkungen                                                              |
| ---- | ---------------------- | --- | --- | --- | ------------------------------------------------------------------------ |
| 2019 | I Hope Goldmine        | UK84 Gold · (3 Wo.)UK | US3 ×8Achtfachplatin · (62 Wo.)US | Country1 (99 Wo.)Country | Erstveröffentlichung: 29. Juli 2019 Original oder Remix mit Charlie Puth |
| 2020 | The Good Ones Goldmine | — | US19 ×4Vierfachplatin · (23 Wo.)US | Country1 (52 Wo.)Country | Erstveröffentlichung: 8. Juni 2020                                       |
| 2020 | The First Noël –       | — | US78 (1 Wo.)US | Country14 (4 Wo.)Country | Erstveröffentlichung: 23. Oktober 2020                                   |
| 2022 | Pick Me Up Goldmine    | — | US55 Platin · (22 Wo.)US | Country14 (58 Wo.)Country | Erstveröffentlichung: 7. Februar 2022                                    |
| 2023 | Glory Days –           | — | US— GoldUS | Country35 (16 Wo.)Country | Erstveröffentlichung: 9. Juni 2023                                       |

## Filmografie
- 2025: Hurry Up Tomorrow

## Auszeichnungen für Musikverkäufe
| Goldene Schallplatte - Kanada - 2023: für die Single Pick Me Up Platin-Schallplatte - Kanada - 2023: für das Album Goldmine | 3× Platin-Schallplatte - Kanada - 2023: für die Single The Good Ones 8× Platin-Schallplatte - Kanada - 2023: für die Single I Hope |

Anmerkung: Auszeichnungen in Ländern aus den Charttabellen bzw. Chartboxen sind in ebendiesen zu finden.
| Land/RegionAuszeichnungen für Musikverkäufe (Land/Region, Auszeichnungen, Verkäufe, Quellen) | Gold     | Platin       | Verkäufe   | Quellen         |
| -------------------------------------------------------------------------------------------- | -------- | ------------ | ---------- | --------------- |
| Kanada (MC)                                                                                  | Gold1    | 12× Platin12 | 1.000.000  | musiccanada.com |
| Vereinigte Staaten (RIAA)                                                                    | Gold1    | 14× Platin14 | 14.500.000 | riaa.com        |
| Vereinigtes Königreich (BPI)                                                                 | Gold1    | —            | 400.000    | bpi.co.uk       |
| Insgesamt                                                                                    | 3× Gold3 | 26× Platin26 |            |                 |